# (21481) Johnwarren
(21481) Johnwarren (1998 HP125) – planetoida z pasa głównego asteroid okrążająca Słońce w ciągu 3,63 lat w średniej odległości 2,36 j.a. Odkryta 23 kwietnia 1998 roku.